# Liste d'œuvres littéraires en rapport avec la Rose-Croix
- Haut – A
- B
- C
- D
- E
- F
- G
- H
- I
- J
- K
- L
- M
- N
- O
- P
- Q
- R
- S
- T
- U
- V
- W
- X
- Y
- Z

## A
Johann Valentin Andreae
- Les Noces Chymiques de Christian Rosenkreutz
- Turris Babel

Amir D. Aczel 
- Le Carnet secret de Descartes, éd. JC Lattes 2007

Antonin Gadal
- Sur le chemin du Saint Graal

Anonyme
- Confessio Fraternitatis FRC (Témoignage Fraternité de la Rose-Croix)
- Fama Fraternitatis R.C (Appel de la Fraternité de la Rose-Croix)

(œuvres attribuées au cénacle de Tubingen.)

## B
Honoré de Balzac
- Le Centenaire ou Les Deux Beringheld

Edward Bulwer-Lytton
- Zanoni ou la sagesse des Rose-Croix (roman, 1858), Éd. Diffusion rosicrucienne, 1997.

Jorge Luis Borges
- Fictions :Tlön, Uqbar, Orbis Tertius (où il est question de la Rose-Croix, de Jean Valentin Andrae,et de la gnose)

## C
Arthur Conan Doyle
- La Hachette d'argent, nouvelle parue en 1883.

## D
Jean C Damotte
- Le Grand Maître  (roman), éd. Le Regard du Monde

Dan Brown
- Le Symbole perdu  (où il est question d'une tradition ésotérique rosicrucienne)

(The Lost Symbol)

## E
Umberto Eco
- Le Pendule de Foucault (roman, 1988)

On trouve dans les chapitres 29 et 30 un résumé de l'affaire des Rose-Croix au XVIIe siècle. Au chapitre 58, un riche rosicrucien donne dans son château une représentation théâtrale inspirée des Noces chymiques.

## F
Fernando Pessoa
- Poèmes ésotériques

## G
William Godwin
- Saint Léon, un conte du XVIe siècle.

Goethe
- Les Mystères (poème)

Fabienne Guerrero
- J'ai quitté l'ordre de la Rose Croix Amorc, Editions Téqui, 2010,  (ISBN 9782740315620)

## H
Harnischfeger, Ernst 
- Antonia oder die Gutsinspektion (roman, 1981, Verlag Urachhaus)

Récit de la vie de la princesse Antonia de Wurtemberg
Hartmann Frantz
- Une aventure chez les Rose-Croix (L'Or du temps - 1981)

## K
Arnold Krumm Heller
- Huiracocha. Les Rose-Croix (roman d'occultisme initiatique) (Éditions Noréa)

## M
Maurice Magre
- Magiciens et illuminés
- La Luxure de Grenade (Ed Albin Michel-1926)

- Alexandre Moix, À la poursuite de l'Olgoï-Khorkhoï, tome 3 de Les Cryptides (roman jeunesse 2009) : un cryptozoologue décide de faire renaître l'ordre de la Rose-Croix. Caché dans les catacombes, ce petit groupe de fanatiques terrorise Paris, perpétuant crimes, assassinats et catastrophes.

## P
Joséphin Peladan
« La Décadence latine. Éthopée » : série de romans (1884-1902)
- Éthopée I. Le Vice suprême. Études passionnelles de décadence, préface de Jules Barbey d'Aurevilly, frontispice de Félicien Rops, Paris, Librairie moderne, 1884.
- Éthopée II. Curieuse !, frontispice de Félicien Rops, Paris, A. Laurent, 1886.
- Éthopée III. L'Initiation sentimentale, Paris, Edinger, 1887.
- Éthopée IV. À cœur perdu, couverture illustrée en couleur par Louis Morin, Paris, G. Edinger, 1888.
- Éthopée V. Istar, couverture illustrée par Fernand Khnopff, Paris, Édinger, 1888. - 2 vol.
- Éthopée VI. La Victoire du mari, avec commémoration de Jules Barbey d'Aurevilly et son médaillon inédit, par la Ctesse Antoinette de Guerre, Paris, E. Dentu, 1889.
- Éthopée VII. Cœur en peine, suivi de Commémoration du chevalier Adrien Péladan et son portrait inédit, par Séon et de  « Tiers ordre intellectuel de la Rose Croix catholique. Syncelli acta. V. "Aux cinq membres du conseil RC" ; VI. "Lettre à Papus" », Paris, E. Dentu, 1890.
- Éthopée VIII. L'Androgyne, Paris, E. Dentu, 1891.
- Éthopée IX. La Gynandre, couverture de Séon Paris, E. Dentu, 1891.
- Éthopée XI. Le Panthée, Paris, E. Dentu, 1892.
- Éthopée XII. Typhonia, Paris, E. Dentu, 1892.
- Éthopée XIII. Finis Latinorum, Paris, E. Flammarion, 1899.
- Éthopée XVI. Modestie et vanité, Paris, Mercure de France, 1902.

Évariste de Parny
- Les Rose-Croix (poème en 12 chants)

## R
Jean Ray
- Malpertuis

## S
Sunao Yoshida
- Trinity Blood - Éditions Hachette

Cette œuvre existe en roman, en manga et en anime.
Gérard de Sède
- Signé Rose-Croix, éditions Plon 1977

Antal Szerb
- A Pendragon legenda, 1934 (La Légende des Pendragon, ed. Viviane Hamy, 2012  (ISBN 978-2-87858-506-3))

## T
Serge Toussaint, Faut-il brûler les Rose-Croix ?, éd. LPM 2000
- Et aussi

Arthur Edward Waite, Sédir, Roland Edighoffer, Christian Rebisse, Paul Arnold, Frances Yates ont publié chacun une Histoire des Rose-Croix.